# Аквино
Аквино (итал. Aquino) је насеље у Италији у округу Фрозиноне, региону Лацио. Познато је као родно место Томе Аквинског, великог римокатоличког богослова из 13. столећа.
Према процени из 2011. у насељу је живело 3735 становника. Насеље се налази на надморској висини од 110 м.

## Становништво
Према резултатима пописа становништва 2011. у општини је живело 5.309 становника.
| 1931. | 1936. | 1951. | 1961. | 1971. | 1981. | 1991. | 2001. | 2011. |
| ----- | ----- | ----- | ----- | ----- | ----- | ----- | ----- | ----- |
| 3.200 | 3.447 | 3.673 | 3.810 | 3.610 | 5.001 | 5.386 | 5.337 | 5.309 |